# Annemarie Moser-Pröll
Annemarie Moser-Pröll, eigentlich Annemarie Moser (* 27. März 1953 in Kleinarl im Salzburger Land, als Annemarie Pröll) ist eine ehemalige österreichische Skirennläuferin. Sie war die überragende Läuferin der 1970er Jahre, entschied sechsmal den Gesamtweltcup für sich, wurde fünfmal Weltmeisterin sowie 1980 Olympiasiegerin in der Abfahrt. Darüber hinaus gewann sie im Skiweltcup 62 Rennen – ein Rekord, der erst nach 35 Jahren, am 19. Jänner 2015, von Lindsey Vonn übertroffen wurde. Noch nicht übertroffen wurde bei den Damen ihr Rekord, elf Rennen derselben Disziplin in Serie gewonnen zu haben (alle acht Abfahrten der Saison 1972/73 und die ersten drei der folgenden Saison) – lediglich Ingemar Stenmark hat nach ihr einmal 14 Rennen derselben Disziplin in Serie gewonnen (im Riesenslalom). Am 4. November 1999 wurde sie zu „Österreichs Sportlerin des Jahrhunderts“ gewählt. Beim World Sports Award am 19. November 1999 in der Wiener Staatsoper erhielt sie den „Award als beste Skisportlerin des Jahrhunderts“ (bei den Herren war es Jean-Claude Killy).

## Biografie
Annemarie Pröll wurde als sechstes von acht Kindern von Maria und Josef Pröll geboren; ihre um vier Jahre jüngere Schwester Evi und ihre jüngste Schwester Cornelia wurden ebenfalls Skirennläuferinnen. Ihre Kindheit verbrachte Annemarie Pröll auf dem elterlichen Bergbauernhof oberhalb von Kleinarl. Im Alter von vier Jahren stand sie erstmals auf Skiern. Eine oft kolportierte Geschichte lautet, dass ihr Talent vom Dorfpfarrer entdeckt worden sei, der sie beim ÖSV weiterempfohlen habe. Tatsächlich hat Franz Hoppichler der Rennsportleiter des ÖSV sie zum ÖSV gebracht. Bereits als Zwölfjährige gewann sie die Bezirksmeisterschaft und wurde in den Landeskader aufgenommen. Nach acht Jahren Schule absolvierte sie die einjährige Polytechnische Schule.
Ihr erstes Weltcuprennen bestritt Annemarie Pröll als 14-Jährige im Jänner 1968, die Abfahrt der Silberkrugrennen in Bad Gastein beendete sie (nach mehreren Stürzen) auf dem letzten Platz. Am 25. Jänner 1969 – sie war noch nicht einmal 16 Jahre alt – fuhr sie in der Abfahrt von Saint-Gervais-les-Bains hinter der Französin Isabelle Mir mit Start-Nr. 67 sensationell auf Platz 2. Dieses Ergebnis bestätigte sie einen Monat später (28. Februar) im Slalom von Squaw Valley mit dem vierten Platz. In der Gesamtwertung des Weltcups 1968/69 belegte sie mit 31 Punkten Rang 17. Ihr erster Weltcupsieg folgte am 17. Jänner 1970, als sie in Maribor (Marburg) den Riesenslalom gewann.
Obwohl sie das jüngste Mitglied der österreichischen Nationalmannschaft war, kam Annemarie Pröll bei den Skiweltmeisterschaften 1970 in Gröden gleich in allen Disziplinen zum Einsatz. Sie gewann in der Abfahrt die Bronzemedaille und erreichte in der Kombination den sechsten Platz. Der endgültige Durchbruch gelang ihr in der Saison 1970/71 mit sieben Siegen in Weltcuprennen und dem erstmaligen Gewinn des Gesamtweltcups. Von der Internationalen Vereinigung der Ski-Journalisten (AIJS) wurde sie 1971 mit dem Skieur d’Or ausgezeichnet.
Auch im nächsten Winter setzte „La Pröll“ (wie sie vor allem in Frankreich genannt wurde) ihre Siegesserie fort. Vor den Olympischen Winterspielen 1972 in Sapporo galt sie als haushohe Favoritin, konnte jedoch die von den Medien aufgebaute Erwartung nicht erfüllen. Sowohl in der Abfahrt als auch im Riesenslalom wurde Annemarie Pröll von der Schweizerin Marie-Theres Nadig auf den zweiten Platz verwiesen. Lediglich in der Kombination, in der jedoch nur Weltmeisterschaftsmedaillen vergeben wurden, konnte sie siegreich bleiben. Als Siegerin des Gesamtweltcups stand sie am Ende des Winters dennoch als beste Skiläuferin der Welt fest.

### Abfahrtsdominanz, Sportlerin des Jahres, Rang 2 Weltsportlerin des Jahres

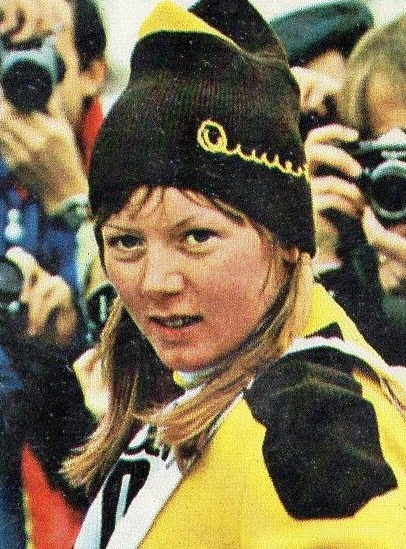
AMP in 1972

In der Saison 1972/73 erwies sich Annemarie Pröll als haushoch überlegen und gewann den Gesamtweltcup mit großem Vorsprung; sie gewann elf Rennen, darunter alle acht Abfahrten. Da sie auch die ersten drei Abfahrten der folgenden Saison gewann, hält sie mit elf in Serie gewonnenen Rennen derselben Disziplin den diesbezüglichen Rekord bei den Damen (bei den Herren gewann Ingemar Stenmark 14 Riesenslaloms in Folge).
Ihre Erfolge schlugen sich auch in den Auszeichnungen nieder. Sie wurde am 19. Dezember 1973 erstmals zur österreichischen „Sportlerin des Jahres“ gewählt (wobei sie von 138 Journalisten 111-mal auf Rang 1 gesetzt wurde und 455 Punkte Vorsprung auf den Zweitplatzierten Sepp Zeilbauer hatte). Schon kurz vorher war sie in der Wahl durch Associated Press als Zweite bei den „Weltsportlerinnen des Jahres“ (knapp hinter DDR-Sprinterin Renate Stecher und vor DDR-Schwimmerin Kornelia Ender) ermittelt worden.

### Erstes Weltmeisterschaftsgold
In der Saison 1973/74 war sie mit vier Siegen nicht mehr ganz so dominant, ihre Siegesserie riss in Grindelwald, doch dank ihrer Konstanz und vor allem der Fähigkeit, auch in den anderen Disziplinen viele Punkte zu erringen, gewann sie den Gesamtweltcup (dieser Erfolg stand schon Ende Jänner fest). Bei den Skiweltmeisterschaften 1974 in St. Moritz wurde sie Weltmeisterin in der Abfahrt. Bereits am 26. Oktober 1973 hatte sie in Ebern bei Radstadt standesamtlich Herbert Moser, einen Angestellten ihres Skiausrüsters Atomic, geheiratet. Die kirchliche Trauung folgte am 25. Mai 1974 in Kleinarl.
Die Saison 1974/75 war mit insgesamt zehn Siegen ihre erfolgreichste. Zum fünften Mal hintereinander war sie im Gesamtweltcup an erster Stelle. Ein bei den Damen in der Geschichte des Weltcups auf diese Weise nur einmal vorgekommenes Kuriosum war die Tatsache, dass der von ihr erreichte Riesenslalomsieg vom 19. Jänner 1975 in Jahorina/Sarajevo (als sogenanntes Streichresultat) nicht in die Punktezahl für den Gesamtweltcup aufgenommen wurde (bei den Herren war allerdings bereits im Startjahr 1967 Jean-Claude Killy mit zwei Abfahrten und einem Riesenslalom betroffen gewesen).

### Unerwartete Rennpause 1975/76, Abstecher zum Motorsport
Kurz vor Beginn der Saison 1975/76 erklärte Annemarie Moser-Pröll überraschend ihren Rücktritt. Sie pflegte während mehrerer Monate ihren an Lungenkrebs erkrankten Vater, der im Juni 1976 starb. Dadurch verpasste sie die Olympischen Winterspiele 1976 in Innsbruck. Sie nahm allerdings am 4. April 1976 beim Asperner Flugplatzrennen im „Renault 5-Elf-Cup“ teil, wo sie unter 25 Fahrern Rang 9 belegte.
Vor Saisonbeginn 1976/77 gab sie ihr Comeback bekannt. Da sie mittlerweile aber in kommerziellen Werbespots aufgetreten war und dabei Geld verdient hatte, musste eine Art „Re-Amateurisierung“ durchgeführt werden, wobei diese seitens der FIS nicht derart schwierig war, jedoch war es fraglich, ob auch das IOC die Zulassung aussprechen würde (deshalb hatte die FIS die Angelegenheit auch an das IOC weitergegeben). Von dort kam erst am 24. Oktober 1979 durch das in Nagoya tagende Exekutivkomitee eine Bewilligung durch die von Willi Daume geleitete Zulassungskommission.
Am 9. Dezember 1976 war sie beim Saisonauftakt in Val d’Isère erstmals am Start und belegte im Slalom Rang 3, eine Woche danach gewann sie die Abfahrt in Cortina d’Ampezzo. Somit konnte sie sich sogleich wieder an der Weltspitze etablieren, musste sich aber im Gesamtweltcup zweimal hintereinander geschlagen geben. Bei den Skiweltmeisterschaften 1978 in Garmisch-Partenkirchen gewann sie in der Abfahrt und in der Kombination die Goldmedaille, im Riesenslalom kam Bronze hinzu.
Einmal war Möser-Pröll auch im Rahmen der nur zum Nationencup zählenden World Series of Skiing erfolgreich, als sie am 26. November 1977 die Abfahrt in Altenmarkt gewann. Am 8. Dezember 1977 wurde sie nach dem Riesenslalom von Val d’Isère – als Zweite hinter Lise-Marie Morerod – wegen eines nicht zulässigen Anzuges (in Wahrheit lediglich ein herkömmlicher Pullover) disqualifiziert. Heinz Krecek als Vorsitzender der Materialprüfungskommission sprach zwar die Disqualifikation unbefugt aus, letztlich bestätigte aber der FIS-Vorstand dieselbe anlässlich seiner Tagung in St. Gallen. Da zum Saisonende Hanni Wenzel mit 154 Punkten nur um 7 Punkte besser war als Moser-Pröll, hatte diese Regelwidrigkeit einen entscheidenden Einfluss auf das Endresultat.

### Nochmals Weltcupsieg

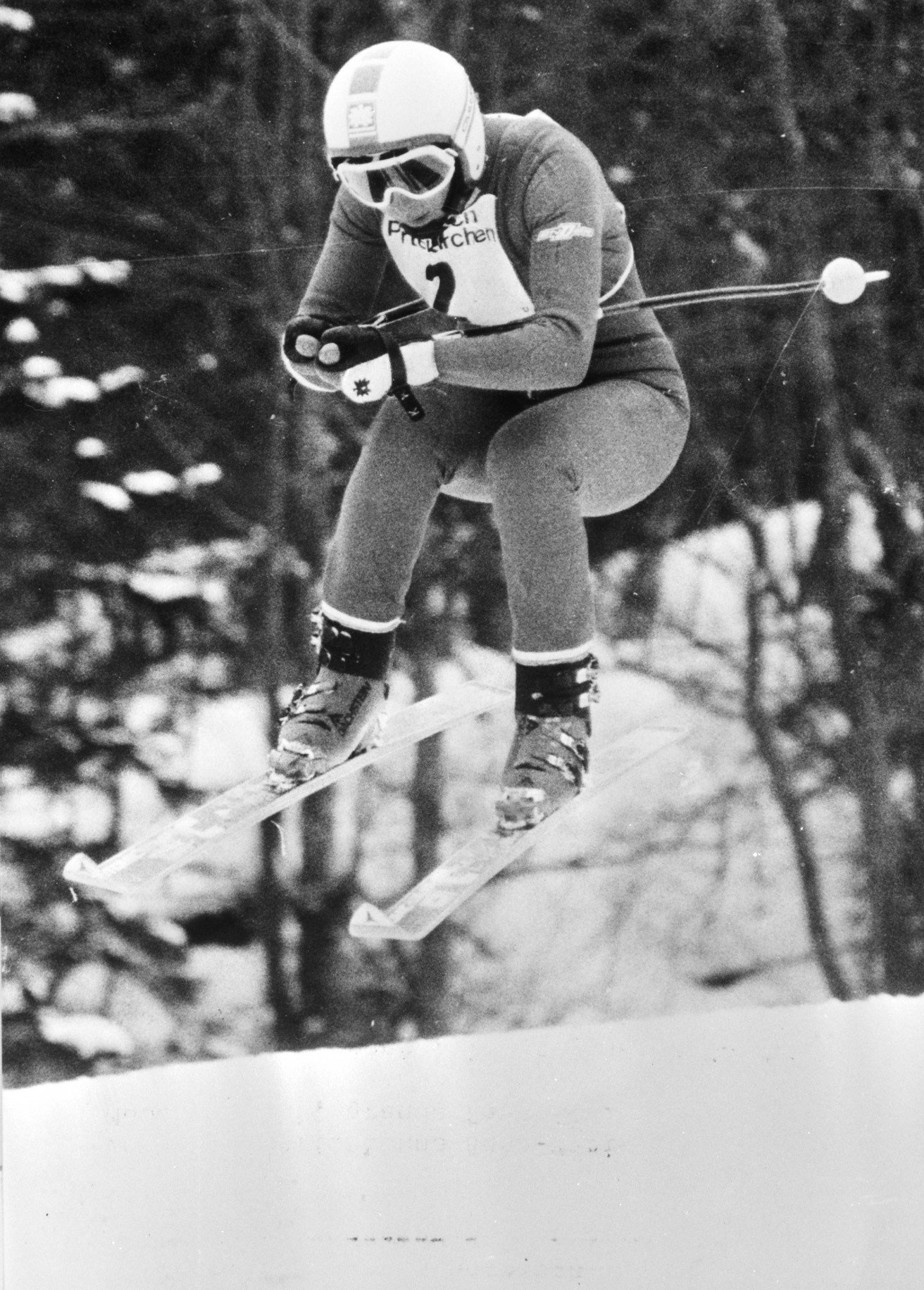
WM 1978

Im Winter 1978/79 entschied sie zum sechsten und letzten Mal den Gesamtweltcup für sich, dies jedoch mit nur drei Punkten Vorsprung auf die Liechtensteinerin Hanni Wenzel. Den Grundstein zu diesem Erfolg hatte sie vor allem in den Abfahrten gelegt (sie gewann sechs der sieben ausgetragenen Rennen). Bei den in den USA ausgetragenen Rennen (Anfang März 1979, Aspen und Heavenly Valley) litt sie unter gesundheitlichen Problemen, wodurch sie in der Gesamtwertung sogar um 8 Punkte hinter Wenzel zurückfiel. Erst beim Finale in Furano (18./19. März) gelang ihr im letzten Rennen (Riesenslalom) mit Rang 2 (gegenüber Rang 5 von Wenzel) der Gesamterfolg. Die Dramatik ließ sich kaum überbieten. Vorerst mussten die Bewerbe wegen eines Schneesturms um einen Tag verschoben werden. Im Slalom belegte Wenzel Rang 2, Moser-Pröll Rang 3. Und sogar im Riesenslalom war Wenzel mit 26 Hundertstel Vorsprung nach dem ersten Lauf auf Rang 4 (Moser-Pröll auf Rang 6).

### Olympiagold 1980 und Karriereende
Bei den Olympischen Winterspielen 1980 in Lake Placid erfüllte sie sich ihren größten Traum und gewann die Goldmedaille in der Abfahrt. Ebenfalls auf dem Podest als Dritte war ihre Rivalin von Sapporo 1972 Marie-Theres Nadig. Nach dem Weltcup-Riesenslalom von Saint-Gervais-les-Bains am 11. März 1980, in dem Annemarie Moser-Pröll auf Platz 6 fuhr, erklärte sie ihren endgültigen Rücktritt vom Spitzensport. Diesen vollzog sie noch mit einem Sieg, denn sie entschied beim Finale in Saalbach den (nur zum Nationencup zählenden) Parallelslalom am 16. März 1980 letztlich gegenüber der Italienerin Claudia Giordani. Somit gelangen ihr drei Siege in Folge in den finalen Parallelslaloms, da sie auch jene am 19. März 1978 in Arosa und am 20. März 1979 in Furano gewonnen hatte.
Angebote, bei Profirennen teilzunehmen, lehnte Moser-Pröll kategorisch ab. Seit ihrem Rücktritt war sie in der Gastronomie tätig. Während ihrer Wettkampfpause 1976 gründete sie das Lokal „Café Annemarie“ in Kleinarl, wo ihre umfangreiche Pokal- und Trophäensammlung zu sehen ist. Im September 2008 setzte sie sich beruflich zur Ruhe und verkaufte das Kaffeehaus, das von zwei Kleinarler Unternehmern unter dem Namen „Café-Restaurant Olympia“ weiterbetrieben wird. In ihrer Freizeit widmet sich Moser-Pröll der Jagd. Am 29. November 1982 kam Tochter Marion zur Welt, am 8. Jänner 2008 starb ihr Ehemann Herbert Moser.

## Erfolge

### Olympische Spiele
- Sapporo 1972: 2. Abfahrt, 2. Riesenslalom, 5. Slalom
- Lake Placid 1980: 1. Abfahrt, 6. Riesenslalom

### Weltmeisterschaften
- Gröden 1970: 3. Abfahrt, 6. Kombination, 14. Riesenslalom, 21. Slalom
- Sapporo 1972: 1. Kombination, 2. Abfahrt, 2. Riesenslalom, 5. Slalom
- St. Moritz 1974: 1. Abfahrt, 4. Riesenslalom
- Garmisch-Partenkirchen 1978: 1. Abfahrt, 1. Kombination, 3. Riesenslalom, 19. Slalom
- Lake Placid 1980: 1. Abfahrt, 6. Riesenslalom

Bis einschließlich 1980 zählten die Olympiaergebnisse auch als Weltmeisterschaften. Die Alpine Kombination wiederum wurde von 1952 bis 1984 zwar während der Olympischen Spiele ausgetragen, zählte jedoch nur zu den Alpinen Skiweltmeisterschaften, weshalb für diesen Wettbewerb keine Olympiamedaillen vergeben wurden.

### Weltcupwertungen
Annemarie Moser-Pröll hat sechsmal den Gesamtweltcup gewonnen (1971–1975 sowie 1979), dazu kommen zehn weitere Siege in Disziplinenwertungen (siebenmal Abfahrt und dreimal Riesenslalom) sowie zwei Siege im Kombinations-Weltcup, für den damals noch keine Kristallkugel vergeben wurde.
| 1968/69 | 16.                                                                | 31                                                                 | 5.                                                                 | 20                                                                 | –                                                                  | –                                                                  | 15.                                                                | 11                                                                 | –                                                                  | -                                                                  |                                                                    |                                                                    |                                                                    |                                                                    |
| 1969/70 | 6.                                                                 | 110                                                                | 8.                                                                 | 23                                                                 | 3.                                                                 | 60                                                                 | 14.                                                                | 27                                                                 | –                                                                  | -                                                                  |                                                                    |                                                                    |                                                                    |                                                                    |
| 1970/71 | 1.                                                                 | 210                                                                | 1.                                                                 | 70                                                                 | 1.                                                                 | 75                                                                 | 3.                                                                 | 65                                                                 | –                                                                  | -                                                                  |                                                                    |                                                                    |                                                                    |                                                                    |
| 1971/72 | 1.                                                                 | 269                                                                | 1.                                                                 | 125                                                                | 1.                                                                 | 115                                                                | 9.                                                                 | 29                                                                 | –                                                                  | -                                                                  |                                                                    |                                                                    |                                                                    |                                                                    |
| 1972/73 | 1.                                                                 | 297                                                                | 1.                                                                 | 125                                                                | 2.                                                                 | 94                                                                 | 18.                                                                | 6                                                                  | –                                                                  | -                                                                  |                                                                    |                                                                    |                                                                    |                                                                    |
| 1973/74 | 1.                                                                 | 268                                                                | 1.                                                                 | 120                                                                | 7.                                                                 | 35                                                                 | 5.                                                                 | 41                                                                 | –                                                                  | -                                                                  |                                                                    |                                                                    |                                                                    |                                                                    |
| 1974/75 | 1.                                                                 | 305                                                                | 1.                                                                 | 105                                                                | 1.                                                                 | 125                                                                | 4.                                                                 | 79                                                                 | –                                                                  | -                                                                  |                                                                    |                                                                    |                                                                    |                                                                    |
| 1975/76 | wegen familiär bedingten Rücktritts vom Rennsport keine Ergebnisse | wegen familiär bedingten Rücktritts vom Rennsport keine Ergebnisse | wegen familiär bedingten Rücktritts vom Rennsport keine Ergebnisse | wegen familiär bedingten Rücktritts vom Rennsport keine Ergebnisse | wegen familiär bedingten Rücktritts vom Rennsport keine Ergebnisse | wegen familiär bedingten Rücktritts vom Rennsport keine Ergebnisse | wegen familiär bedingten Rücktritts vom Rennsport keine Ergebnisse | wegen familiär bedingten Rücktritts vom Rennsport keine Ergebnisse | wegen familiär bedingten Rücktritts vom Rennsport keine Ergebnisse | wegen familiär bedingten Rücktritts vom Rennsport keine Ergebnisse | wegen familiär bedingten Rücktritts vom Rennsport keine Ergebnisse | wegen familiär bedingten Rücktritts vom Rennsport keine Ergebnisse | wegen familiär bedingten Rücktritts vom Rennsport keine Ergebnisse | wegen familiär bedingten Rücktritts vom Rennsport keine Ergebnisse |
| 1976/77 | 2.                                                                 | 246                                                                | 2.                                                                 | 110                                                                | 3.                                                                 | 60                                                                 | 11.                                                                | 27                                                                 | –                                                                  | -                                                                  |                                                                    |                                                                    |                                                                    |                                                                    |
| 1977/78 | 2.                                                                 | 147                                                                | 1.                                                                 | 125                                                                | 5.                                                                 | 60                                                                 | 8.                                                                 | 19                                                                 | –                                                                  | -                                                                  |                                                                    |                                                                    |                                                                    |                                                                    |
| 1978/79 | 1.                                                                 | 243                                                                | 1.                                                                 | 125                                                                | 12.                                                                | 41                                                                 | 2.                                                                 | 87                                                                 | –                                                                  | -                                                                  |                                                                    |                                                                    |                                                                    |                                                                    |
| 1979/80 | 2.                                                                 | 259                                                                | 2.                                                                 | 100                                                                | 7.                                                                 | 44                                                                 | 3.                                                                 | 83                                                                 | 2.                                                                 | 80                                                                 |                                                                    |                                                                    |                                                                    |                                                                    |

### Weltcupsiege
Insgesamt hat Annemarie Moser-Pröll 62 Weltcuprennen gewonnen (36 Abfahrten, 16 Riesenslaloms, 3 Slaloms, 7 Kombinationen). Erst 35 Jahre nach Moser-Prölls letztem Sieg in einem Weltcuprennen hat Lindsey Vonn diese Marke übertroffen. Darüber hinaus wurde sie 32-mal Zweite und 20-mal Dritte.
| Abfahrt           | Abfahrt                | Abfahrt     |
| Datum             | Ort                    | Land        |
| ----------------- | ---------------------- | ----------- |
| 18. Februar 1971  | Sugarloaf              | USA         |
| 19. Februar 1971  | Sugarloaf              | USA         |
| 3. Dezember 1971  | St. Moritz             | Schweiz     |
| 17. Dezember 1971 | Sestriere              | Italien     |
| 12. Jänner 1972   | Bad Gastein            | Österreich  |
| 18. Jänner 1972   | Grindelwald            | Schweiz     |
| 25. Februar 1972  | Crystal Mountain       | USA         |
| 7. Dezember 1972  | Val-d’Isère            | Frankreich  |
| 19. Dezember 1972 | Saalbach-Hinterglemm   | Österreich  |
| 9. Jänner 1973    | Pfronten               | Deutschland |
| 10. Jänner 1973   | Pfronten               | Deutschland |
| 16. Jänner 1973   | Grindelwald            | Schweiz     |
| 25. Jänner 1973   | Chamonix               | Frankreich  |
| 1. Februar 1973   | Schruns                | Österreich  |
| 10. Februar 1973  | St. Moritz             | Schweiz     |
| 6. Dezember 1973  | Val-d’Isère            | Frankreich  |
| 19. Dezember 1973 | Zell am See            | Österreich  |
| 5. Jänner 1974    | Pfronten               | Deutschland |
| 23. Jänner 1974   | Bad Gastein            | Österreich  |
| 12. Dezember 1974 | Cortina d’Ampezzo      | Italien     |
| 10. Jänner 1975   | Grindelwald            | Schweiz     |
| 15. Dezember 1976 | Cortina d’Ampezzo      | Italien     |
| 8. Jänner 1977    | Pfronten               | Deutschland |
| 11. Jänner 1977   | Garmisch-Partenkirchen | Deutschland |
| 6. Jänner 1978    | Pfronten               | Deutschland |
| 7. Jänner 1978    | Pfronten               | Deutschland |
| 13. Jänner 1978   | Les Diablerets         | Schweiz     |
| 11. März 1978     | Bad Kleinkirchheim     | Österreich  |
| 12. März 1978     | Bad Kleinkirchheim     | Österreich  |
| 9. Dezember 1978  | Piancavallo            | Italien     |
| 17. Dezember 1978 | Val-d’Isère            | Frankreich  |
| 12. Jänner 1979   | Les Diablerets         | Schweiz     |
| 17. Jänner 1979   | Hasliberg              | Schweiz     |
| 26. Jänner 1979   | Schruns                | Österreich  |
| 2. März 1979      | Lake Placid            | USA         |
| 6. Jänner 1980    | Pfronten               | Deutschland |

| Riesenslalom      | Riesenslalom            | Riesenslalom |
| Datum             | Ort                     | Land         |
| ----------------- | ----------------------- | ------------ |
| 17. Jänner 1970   | Maribor                 | Jugoslawien  |
| 10. März 1971     | Abetone                 | Italien      |
| 11. März 1971     | Abetone                 | Italien      |
| 14. März 1971     | Åre                     | Schweden     |
| 22. Jänner 1972   | Saint-Gervais-les-Bains | Frankreich   |
| 19. Februar 1972  | Banff                   | Kanada       |
| 1. März 1972      | Heavenly Valley         | USA          |
| 20. Dezember 1972 | Saalbach-Hinterglemm    | Österreich   |
| 20. Jänner 1973   | Saint-Gervais-les-Bains | Frankreich   |
| 2. März 1973      | Mont Sainte-Anne        | Kanada       |
| 7. Dezember 1974  | Val-d’Isère             | Frankreich   |
| 9. Jänner 1975    | Grindelwald             | Schweiz      |
| 11. Jänner 1975   | Grindelwald             | Schweiz      |
| 19. Jänner 1975   | Sarajevo                | Jugoslawien  |
| 23. Februar 1975  | Naeba Ski Resort        | Japan        |
| 17. März 1978     | Arosa                   | Schweiz      |

| Slalom            | Slalom                  | Slalom      |
| Datum             | Ort                     | Land        |
| ----------------- | ----------------------- | ----------- |
| 4. Jänner 1971    | Maribor                 | Jugoslawien |
| 29. Jänner 1971   | Saint-Gervais-les-Bains | Frankreich  |
| 15. Dezember 1979 | Piancavallo             | Italien     |

| Kombination       | Kombination       | Kombination |
| Datum             | Ort               | Land        |
| ----------------- | ----------------- | ----------- |
| 10. Jänner 1975   | Grindelwald       | Schweiz     |
| 15. Jänner 1975   | Schruns           | Österreich  |
| 31. Jänner 1975   | Chamonix          | Frankreich  |
| 16. Dezember 1976 | Cortina d’Ampezzo | Italien     |
| 19. Jänner 1979   | Hasliberg         | Schweiz     |
| 26. Jänner 1979   | Schruns           | Österreich  |
| 16. Jänner 1980   | Arosa             | Schweiz     |

### Österreichische Meisterschaften
Annemarie Moser-Pröll gewann 18 österreichische Meistertitel, so viele wie keine andere Skiläuferin:
- 1 × Abfahrt: 1977
- 8 × Riesenslalom: 1970, 1971, 1972, 1973, 1974, 1975, 1978, 1979
- 6 × Slalom: 1970, 1971, 1975, 1977, 1978, 1979
- 3 × Kombination: 1969, 1970, 1974

### Weitere Erfolge
- Kombinationssieg Silberkrugrennen Badgastein 12./13. Jänner 1972[12]
- 3 Siege in den finalen Parallelslaloms am 19. März 1978 in Arosa, 20. März 1979 in Furano, 16. März 1980 in Saalbach

## Auszeichnungen
- Ehrenbecher des Landes Salzburg: 1971
- Skieur d’Or: 1971 – überreicht am 11. Dezember 1971 in Val-d’Isère[13]
- Österreichs Sportlerin des Jahres: 1973 (die Ehrung erfolgte beim Sportpressefest am 8. Juni 1974 im Wiener Stadion beim Freundschaftsspiel Österreich gegen Italien 0:0[14]), 1974,[15] 1975[16] (die Ehrung erfolgte am 28. April 1976 beim 20. Sportpressefest, das im Rahmen des Fußballländerspiels Österreich gegen Schweden im Praterstadion stattgefunden hat[17]), 1977[18], 1979[19], 1980[20]
- 2. Platz bei der Wahl zur Sportlerin des Jahres durch Associated Press: 1973[21]
- 2. Platz bei internationaler Umfrage für das Sportjahr 1979 durch AFP[22]
- «Arlberg-Kandahar-Abzeichen in Diamant», überreicht am 26. Jänner 1980 in Chamonix[23]
- Goldenes Verdienstzeichen des Landes Salzburg: 1975
- Großes Ehrenzeichen für Verdienste um die Republik Österreich: 1979
- Österreichs Sportlerin des Jahrhunderts
- Weltwintersportlerin des 20. Jahrhunderts (am 11. November 1999)
- Ring des Landes Salzburg: 1980

## Trivia
Annemarie Moser-Pröll spielte 1986 in der Fernsehserie Irgendwie und Sowieso in der Folge Indien und Umgebung die Bergbäuerin Annemarie und damit ein Stück weit sich selbst. Sie trifft in der Serie auf den Jungbauern Alfons (gespielt von Ottfried Fischer), der ihr beim Holzrücken zu Hilfe kommt und ihr im Stall zur Hand geht. Daraufhin bietet sie ihm an, ihm Skifahren beizubringen.